# Reboqueira
Reboqueira (oficialmente y en asturiano: A Rebuqueira) es una casería perteneciente a la parroquia de Boal, en el concejo de Boal, comarca de Eo-Navia, Principado de Asturias, España.
Cuenta con una población de 4 habitantes (INE, 2013), y se encuentra a unos 580 m de altura sobre el nivel del mar. Dista aproximadamente 400 m de la capital del concejo.